# Ana Brenda Contreras

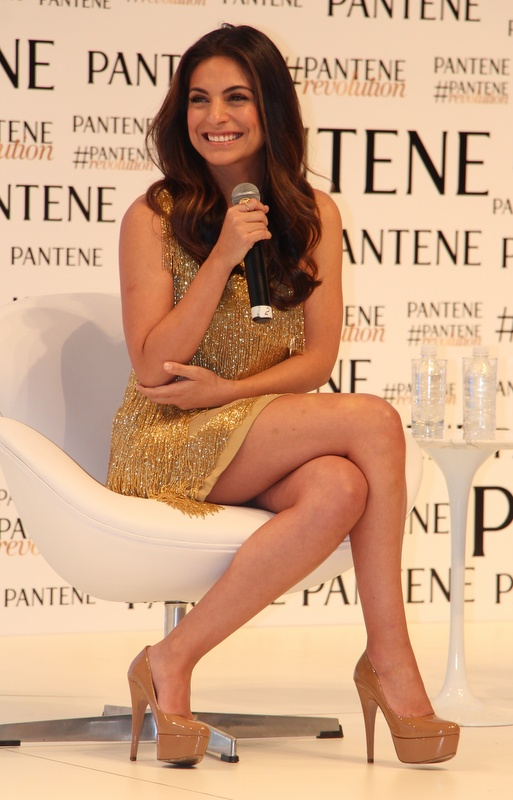
Ana Brenda Contreras (2015)

Ana Breco, właśc. Ana Brenda Contreras (ur. 24 grudnia 1986 w McAllen) – amerykańska aktorka i piosenkarka. Wystąpiła m.in. w telenowelach Zaklęta miłość, Teresa, Zakazane uczucie, Dzikie serce oraz w remake’u serialu Dynastia.

## Kariera
W wieku 15 lat przeniosła się do Meksyku, aby uczestniczyć w programie „Pop stars” (polski: Idol). Wraz z zespołem T'detila znalazła się w finale programu i nagrała płytę.
W 2003 roku rozpoczęła studia aktorskie w Televisa's Centro de Educación Artistica (CEA). W 2005 roku wzięła udział w castingu do telenoweli Barrera de Amor produkcji Ernesto Alonso, w której zdobyła rolę Juanity. Był to jej debiut aktorski.
W 2006 roku dołączyła do obsady Duelo de Pasiones jako Sonia, a w 2007 zagrała gościnnie Valentinę w telenoweli Ostatnia godzina. Rok później zagrała w filmie Divina confusión w reżyserii Salvador Garcini. Wystąpiła także jako Violeta Madrigal w telenoweli Juro Que Te Amo wyprodukowanej przez MaPat oraz otrzymała epizod w Mujeres Asesinas, gdzie miała okazję pracować m.in. z Paty Navidad oraz Galilea Montijo.
W 2009 roku była gościem w filmie Cabeza de buda, a producent Carla Estrada zaproponował jej rolę antagonistki w telenoweli Zaklęta miłość. Zagrała Maurę Albarrán u boku Williama Levyego, Davida Zepedy oraz Jacqueline Bracamontes.
W 2010 roku, w telenoweli Teresa, wcieliła się w rolę Aurory Alcázar, najlepszej przyjaciółki tytułowej bohaterki, w tej roli Angelique Boyer.
W latach 2011–2012 zagrała główną rolę w telenoweli Zakazane uczucie produkcji José Alberto. U jej boku wystąpili Jorge Salinas oraz Jose Ron.
W 2013 roku zagrała jako Maricruz Olivarez w telenoweli Dzikie serce, remaku Marimar.
W 2014 r. Contreras pojawiła się w meksykańskim filmie Volando bajo, a w 2015 zagrała główną rolę w telenoweli Lo imperdonable, nowszej wersji Kiedy się zakocham...
W 2016 r. zagrała w serialu Blue Demon, a w 2017 wystąpiła we filmie El que busca, encuentra.
Na początku 2018 r. wcieliła się w Alejandrę Ponce (główna rola) w telenoweli Por amar sin ley. Odeszła z telenoweli w sierpniu 2018, jej postać została uśmiercona w połowie 2. sezonu. W sierpniu tego samego roku The CW ogłosiło, że Contreras zagra główną rolę w 2. sezonie amerykańskiego serialu Dynastia. Aktorka gra Cristal Jennings
30 lipca 2019 r. Ana Brenda Contreras ogłosiła, że nie powróci do serialu Dynastia jako Cristal w 3 sezonie. Na jej miejsce obsadzono Daniellę Alonso.

## Filmografia

### Filmy
| Rok  | Nazwa                   | Uwagi     |
| ---- | ----------------------- | --------- |
| 2008 | Divina confusión        | Bibi      |
| 2009 | Cabeza de buda          | Gość      |
| 2012 | Volando Bajo            | Mariana   |
| 2017 | El que busca, encuentra | Esperanza |

### Telenowele
| Rok       | Nazwa                        | Uwagi                                              | Rola                    |
| --------- | ---------------------------- | -------------------------------------------------- | ----------------------- |
| 2005−2006 | Barrera de Amor              | Juana 'Juanita' Sánchez                            | Rola drugoplanowa       |
| 2006      | Duelo de Pasiones            | Sonia                                              | Rola drugoplanowa       |
| 2006      | Otro rollo con: Adal Ramones | Ona sama                                           | Gościnnie               |
| 2007      | Ostatnia godzina             | Valentina                                          | Rola epizodyczna        |
| 2008–2009 | Mujeres asesinas             | Marcela Garrido                                    | Główna rola (1 odcinek) |
| 2008–2009 | Juro que te amo              | Violeta Madrigal                                   | Rola drugoplanowa       |
| 2009      | Zaklęta miłość               | Maura Albarrán                                     | Antagonistka            |
| 2010–2011 | Teresa                       | Aurora Alcázar                                     | Rola drugoplanowa       |
| 2011–2012 | Zakazane uczucie             | Ana Paula Carmona Flores de Montero                | Główna rola             |
| 2013      | Dzikie serce                 | Maricruz Olivares/Maria Alejandra Mendoza Olivares | Główna rola             |
| 2015      | Lo Imperdonable              | Veronica Prado-Castelló                            | Główna rola             |
| 2016      | Blue Demon                   |                                                    | Główna rola             |
| 2018      | Por amar sin ley             | Alejnadra Ponce                                    | Główna rola             |
| 2018      | Dynastia                     | Cristal Flores- Jennings                           | Główna rola (2. sezon)  |